# Krydse
At krydse er i skibsterminologi betegnelsen for at bevæge sig op mod vinden i en zigzagkurs.
| Vandsport/vandtransport | Spire Denne vandsports- eller vandtransportsartikel er en spire som bør udbygges. Du er velkommen til at hjælpe Wikipedia ved at udvide den. |